# Kalliszta
A Kalliszta görög eredetű női név, Kallisztó nimfa nevéből származik, jelentése: a legszebb.

## Gyakorisága
Az 1990-es években szórványos név, a 2000-es években nem szerepel a 100 leggyakoribb női név között.

## Névnapok
- február 6.[2]
- április 25.[2]
- május 11.[2]
- szeptember 2.[2]